# Marla English
Pour les articles homonymes, voir English.
Marla English, née Marleine Gaile English, le 4 janvier 1935 à San Diego (Californie) et morte le 10 décembre 2012 à Tucson (Arizona), est une actrice américaine des années 1950.
Elle a signé un contrat avec la société de production cinématographique Paramount Pictures après avoir gagné un concours de beauté. Elle a touché 150 dollars par semaine pour apparaître dans des films comme Red Garters (1954) et Rear Window (1954)

## Source de la traduction
- (en) Cet article est partiellement ou en totalité issu de l’article de Wikipédia en anglais intitulé « Marla English » (voir la liste des auteurs).